# 河村通夫
河村 通夫（かわむら みちお、1948年〈昭和23年〉3月11日 -　）は、日本のラジオパーソナリティ、ナチュラリスト、料理研究家、ミュージシャン。
身長173cm、血液型O型。滋賀県生まれ、京都府京都市左京区出身。

## 人物
滋賀県で生まれ、幼少期と青年期を京都で過ごす。
農協職員や料理講師だった母からは料理、竹細工職人のおじからはカンナの刃の研ぎ方をはじめ、木工の技術を学ぶ。また中学時代には石に興味を持ち地学部に入り石の研究でユネスコのコンクールで表彰される。その後京都府立鴨沂高等学校に入学し能狂言部や新聞部を経て、アコースティックギターを覚えアメリカ民謡同好会を設立しフォークソングに傾倒。
父や高校の教師から「国家から離れ在野で生きるべき」と言われ生き方に悩む中見聞を広めるべく北海道への移住を志し高校3年の夏休みから札幌市内の割烹での修行を行い、1969年にフォーク喫茶・ライブハウス「パフ」を開業し経営に携わり、札幌市東区の自宅の庭で家庭菜園を始め5年間住んだ後26歳で苗穂に引っ越し畑を広げ野菜の有機栽培を試みる。また1971年にはパフをすすきのに移転し1973年にはパフと同じビル内に高年齢向けのライブハウス「蟻の歌」を開店、2店のスタッフを交え「河村通夫と20人衆」として音楽活動を展開しアルバム2作を発売。また1974年にSTVラジオ「河村通夫のセッセセッセと」を皮切りにラジオパーソナリティとなる。
その後肩こりなどの体調不良を受け玄米食や自然食を心がけて改善し、長女の喘息も自然食で改善したことから有機栽培1980年に栗沢町（現在岩見沢市）の山林20ヘクタールを手に入れて1981年から開墾に着手。十勝開拓に勤しんだ依田勉三の伝記に感銘を受けテントで寝泊まりをしながら畑作りを行い馬小屋を開墾小屋として改装し、1983年からは自らの手で家を建て始め1984年に栗沢へ移住、一方でライブハウス経営を後輩に託しラジオパーソナリティから身を引き1981年からはSTV「2時ワイド」のレポーターなどテレビタレント活動を行うも、1984年にはSTVラジオの大人向けのワイド番組「河村通夫の桃栗三年」で再度ラジオパーソナリティとなる。
「桃栗三年」の初回で生活の知恵を募集するコーナーを展開する際自身の知恵として米糠の乾煎りを食べる健康法を紹介したことをきっかけに、米糠健康法に関する問い合わせが相次ぎ月500件の改善効果などが寄せられるなど全国的な話題となり米糠に関する著書を複数出版、これをきっかけに自然志向の健康食品（「ぬか玄」シリーズ、「大自然ラーメン」等神奈川県の食品メーカー・健康フーズ（旧：杉食）や地元の中村食品産業と共同開発）を提案する他、有機農法（ガーデニング）、建築、芸術など多方面で活躍している。
ラジオパーソナリティとしても活躍し、現在STVラジオ『河村通夫の桃栗サンデー（日10:00～11:00）』や全国ネットラジオ『河村通夫の大自然まるかじりライフ』を担当し、地元のみならず、全国に発信し続けている。「桃栗サンデー」は前身の『桃栗三年』『桃栗金よう日』に引き続き、41年間（2025年現在）にわたる長寿番組であり、『大自然まるかじりライフ』も38年間（2025年現在）続いている。若き日は、深夜放送の看板番組『アタックヤング』や『河村通夫のセッセセッセと』で「アニキ」と慕われ圧倒的な支持を得ていた。STVテレビでは、1981年より『2時ワイド』『どさんこワイド』で、暮らしの達人として、食養生・料理・菜園・ガーデニングなどを約25年間担当し、好評を得た。「笑福亭晃瓶のほっかほかラジオ」を愛聴している。
2010年から、森産業とのコラボレーションにより『草取り知らずの敷きつめ堆肥』等の『らくらく園芸シリーズ』を考案し、昔ながらの病気に負けない堆肥農法の普及に心を注いでいる。

## 来歴

### メディアでの活動とその生活
北海道新聞連載「私のなかの歴史」河村通夫・自然の理に従う（2016年4月～5月・全32回）を中心に、ラジオ番組「河村通夫の桃栗サンデー」、「河村通夫の大自然まるかじりライフ」で放送されたことを加えて作成。
彦根藩井伊家の御典医・河村医家の子孫として、滋賀県蒲生郡日野町の河村医院で生まれる。
父は元判事、母は料理研究家。河村医院の祖父の所（滋賀県蒲生郡日野町）には、良く遊びに行き、祖父の食養生に触れる。また、母の料理講習会について行き、門前の小僧よろしく、栄養学を学ぶ。名工と言われた親戚のおじさんから、ノミ・カンナをもらい、研ぎの練習から教わる。1977年のアルバム「雪割りの下」の「めぐる人」で、おじさんへの感謝の思いを歌っている。職人技に大変な興味を持ち、「石屋さん、畳屋さん、大工さん…。学校の帰りや夏休みなどに、現場のそばに行ってじっと見ていました。」と、北海道新聞の取材で語っている。また、マンドリンを嗜む父からは、ピックの使い方を教わり、ウクレレの弾き語りが好きだった母を見て、コードを覚えた。 
中学に入り、先生から｢河原の石を見ると、上流の山の成因がわかる｣という事を教わり、夢中になる。地学部に所属し、京都の山々を歩き、岩石採集に明け暮れる。中学2年の時に、如意が岳（通称・大文字山）の岩石の研究をし、ユネスコ賞を受賞。
高校では、まず、「能狂言クラブ」に籍を置く。入部の理由は、勧誘時の先輩の謡（うたい）が、腹の底から響き、すごいと思ったから。高校1年の後半、高校新聞に意見を投稿したところ、局長が来て「君は文章がうまいから、新聞局に入らないか」と言われ、新聞局に入る。また、ギターを弾くようになり、ボブ・ディランやブラザーズ・フォア、ピーター・ポール&マリーらの曲に、心を動かされたと言う。
父親や高校の先生に「君は国家から離れ、在野に生きる方がいい」と言われ、生き方に悩む。見聞を広めたいと考え、高校三年の夏休みに、京都から遠いところに行ってみようと、北海道への旅に出る。札幌で、旅費を稼ぐため、割烹「新星」で皿洗いのアルバイトをする。そこで割烹の経営者・中山喜治雄と出会い、京都から来たいきさつなどを話したところ、「本格的に修業をする気持ちがあるなら、俺が仕込んでやる」「修業をし、経営を学んで、一日も早く独立させてやる」と言われ、そのスケールの大きな人柄に衝撃を受け、以降、中山を師匠とし、北海道で根を張って生きて行くことになる。
中山の下、料理人の修業、ステージの照明、バーテンダー、帳簿の付け方、手形の扱い、売掛金の集金など、様々な現場の実学を教わること3年あまり。1969年（21歳）のある日、雑談で河村が、「フォーク音楽が好きだけれど、そうしたお店がない」と、中山につぶやくと、「手ごろな店舗があるから、自分の思うようにやってみろ」と言われ、独立することになる。そして、日本初のフォークのライブハウス「パフ」（札幌市中央区）が誕生する。
「パフ」の店名は、ピーター・ポール&マリーの名曲から取ったもので、お店のスタッフが、ステージも務め、飛び入り自由であった。1971年、店が軌道に乗り始めた頃、ススキノの「わたなべビル」に移る。次第に、入店待ちの行列ができるようになり、1973年には、同ビル内に2件目のライブハウス「蟻の歌」を開店。「パフ」「蟻の歌」の知名度が上がるにつれ、高石ともやとザ・ナターシャー・セブン、小坂一也、高田渡、紙ふうせん、小坂恭子、長谷川きよし、なぎら健壱、マイペース、下田逸郎など、様々なミュージシャンが来店するようになる。
1974年、北海道のSTVラジオから「ラジオで番組をしてみないか」「自由にしゃべっていいし、どんな曲をかけてもいい」と熱心に勧められ、「河村通夫のセッセセッセと」（月～金の午後10時台、10分間の帯番組）を始める。1975年、深夜放送『アタックヤング』を担当することになる。『アタックヤング』には、のちに松山千春、田中義剛もパーソナリティを務めるなど、同局の若者向け看板番組であった。河村の曜日は、「起きてるかい、兄貴だよ」と始まり、リスナーの悩みや恋愛などの相談に乗り若者に支持され、深夜にもかかわらず、聴取率は10％を超える人気番組だった。
同局のラジオ番組で人気を博し、「河村通夫と20人衆」として、演奏活動をするようになる。大学の学園祭、高校の文化祭、成人式などに呼ばれる。1979年には渋谷公会堂（東京都渋谷区）でコンサートを開き、全国ツアーもした。1977年に「雪割りの下｣（東芝EMI）、1980年に「十勝野」（CBSソニー）とアルバム2枚を発表。
1976年頃から体調がすぐれず、玄米や自然食を始める。農薬を使わず、堆肥などで土づくりをした野菜を作るため、広い畑が欲しくなり、1980年に岩見沢市栗沢町美流渡の山林約20ヘクタールを求める。1981年には全てのラジオ番組を降り、ススキノの店を後輩に譲り、本格的に家族で開墾を始める。明治期に北海道を開拓した方法を経験したいと、人力でオノ、ノコ、島田ぐわなどを使い、木を切り倒す事から始めた。「木を一本倒すと、パーッと光が入って空が見える。開墾は、空が広がるんだと思った。」と、後々、ラジオ番組で本人が語っている。一年目に畑を作り、二年目は、かつての開拓者が残していった馬小屋を修繕して寝泊まりできるようにし、三年目からは自力で家作りを始めた。北海道と北米の気候風土は共通点があると考え、アメリカの開拓期を描いたテレビドラマ「大草原の小さな家」の家が理想だと思い、ツー・バイ・フォー工法で、こつこつと建てて行った。1983年晩秋、雪が降る前に、家に屋根をかける事が出来、冬の間に内装工事をして、1984年春に家族で札幌から移住して念願の山暮らしを始める。
この開墾期には、札幌テレビ放送のテレビ番組『2時のワイドショー』にコメンテーター・料理コーナー担当として6年余りに亘って出演、河村の自宅の開墾の様子なども放送された。この『2時のワイドショー』が視聴率のトップをとるなど、好評を博した。
STVラジオより「ラジオの集大成の番組を作ろう」との話が持ちかけられ、家族で美流渡に移ったのと同時期、1984年4月から生ワイド帯番組『河村通夫の桃栗三年』（月曜〜金曜 午前10:00〜11:55）を始める。番組の中で、「白いご飯と空炒りした米ぬかを食べれば、玄米の栄養が摂れる」と紹介したところ、反響が大きく米ぬかブームが起こる。また「米ぬか健康法」「続・米ぬか健康法」（ともに小学館）が、ベストセラーとなり、ブームは全国に広がる。同番組は1987年12月まで放送された。同時期に開始した『ウイークエンドバラエティ 日高晤郎ショー』とともに高聴取率を獲得し、STVラジオの聴取率躍進の立役者の一人となった。日高晤郎とは対照的なキャラクターではあったが、共に関西出身で年齢が近く、同時期に看板番組を持ったこともあり、その後もよきライバル関係であったことを、2018年の日高逝去後に出版された日高の評伝本『日高晤郎フォーエバー』で明らかにしている。
1985年には神奈川県の食品メーカー・杉食（現・健康フーズ）の協力で、麹菌を植え付けて酸化しにくくした米ぬか「ぬか玄」を完成させる。農薬の心配のない米ぬかを使用し、これを食べれば、手軽に玄米の栄養が摂れるというもので、2018年現在で発売33年というロングセラーとなっている。
1991年10月には『河村通夫の桃栗金よう日』を、栗沢町美流渡の自宅二階に専用回線を引き生放送で開始。番組スタッフが毎週中継のために通ってくるのが大変だったことから、放送開始から2年ほどで河村が札幌のSTVラジオスタジオに足を運ぶ形になった。
『河村通夫の桃栗金よう日』では、「バケツでニシン漬け」など失敗せず手軽に漬けられる漬物レシピを紹介し、漬物関連企画が好評を得たことからSTVテレビ「どさんこワイド」からもオファーがかかり1996年10月から2006年3月にレギュラー出演しガーデニング・料理・漬物などの実演を行い、「漬物おじさん」と呼ばれる。番組と連動して中村食品産業から「河村さんちのキムチの素」「河村さんちの鉄粉ぬか床」「白菜漬けの具」「細切り昆布」などといった漬物用品を発売する。また、1996年にはSTVラジオ、中村食品産業の協力により秋の漬物シーズンに「河村通夫のつけものレシピ」を毎年10万部発行し、スーパーマーケットなどで無料配布している。漬物レシピや番組内で紹介する料理は、イラストレシピで、解りやすく、北海道の食文化に貢献した。
『河村通夫の桃栗金よう日』は、2001年4月に金曜日から日曜日に移動して『桃栗サンデー』と改題して放送。2016年度の1年は喜瀬ひろしとのコンビで日曜午後の番組『喜瀬と通夫の日曜楽楽生ワイド』のパーソナリティを務めた。2017年4月からは『桃栗サンデー』を再開した。
北海道で52年間、道外では『河村通夫の大自然まるかじりライフ』を1986年から開始し全国ネットで長期に渡り放送されており、本州での農業経験を積むべく故郷の京都でも畑作を行っている、ラジオ番組による発信を精力的に続けている。

### 江戸絵皿の研究
彦根藩の御典医をしていた河村家の先祖の古文書や古書は、滋賀医科大学附属図書館に寄贈され「河村文庫」として残されている。河村は先祖が井伊直弼の体調を細かく記した「殿様日記」が読めず、50歳を過ぎた頃から、古文書が読めるよう、江戸の文字を学び、また自然体の江戸の暮らしに興味も持ち始める。
1990年代後半から骨董市や古書店で江戸時代の絵皿や絵手本の古書の収集を始める。江戸時代の絵手本と絵皿を照合していき、絵解きの研究を行った。
江戸時代の心学書から、人として、より楽に生きる心の持ち方を学び、自身のラジオ番組などで「人の心は面の如し」「珍しきことに誠少なし」「相手の心が和らげば、これ善なり。相手の心が乱れれば、これ悪なり」など、心の養生を解く言葉を紹介している。
幼少の頃から伯父に教わった木工の技術はその後も学び続け、35歳で自宅を建てた。それに伴い、伝統的な日本建築に惹かれ、2005年あたりから京都西陣にある大正期の町家（延べ面積100坪）と土蔵を、当時の技術・技法を基本として、当時の建具・ガラス・照明器具・金物などを探し集め、忠実な時代考証のもと、弟子の娘婿と共に修復を始める。現在、京都市の景観重要建造物に指定され、建物の公開と江戸絵皿の展示を計画中としている。
2020年11月18日には、絵皿の研究成果の一部をまとめた「江戸絵皿絵解き事典 絵手本でわかる皿絵の世界」(講談社)を出版。2022年までに8刷の増刷を行い、また札幌市内で絵皿の展示会も行った。
2024年3月には、淡交社から「北斎時代の「絵手本」で「絵皿」を解く」シリーズの刊行を開始、第1巻「花・七福神の巻」は北海道を中心に多くの事前注文が寄せられ発売前に重版が決定した。2024年9月には、第2巻「鳥・仙人の巻」、2025年3月、第3巻「動物・日本人物の巻」出版。
また、2024年12月には、北斎漫画を絵皿や絵手本で謎解くミステリー本「北斎漫画を謎解く江戸絵皿事典」を、講談社より出版。

### らくらく園芸
2011年から、北海道士幌町の森産業株式会社とコラボレーションし、YouTubeで「らくらく園芸虎の巻」を配信。自らが30数年かけて造った庭・畑の様子が見られる。そのハウツーをまとめた園芸レシピ「らくらく園芸虎の巻」を、森産業と協力してホームセンターなどに提供し、昔ながらの病気に負けない堆肥農法の普及に心を注いでいる。
また、「草取り知らずの敷きつめ堆肥」、完全有機肥料「花咲か燐さん」、「河村さんの草取りガマ」などを考案。特に「草取り知らずの敷きつめ堆肥」は、北海道から全国へと広がり、河村のラジオ番組や森産業への問い合わせも多く、一時的に品切れするなどの現象が起きた。
河村のプロデュースは、「自分が欲しいもの」かつ「トラブルを起こさない天然自然のもの」という発想に基づいていると、河村がラジオで語っている。同じく河村がプロデュースした「河村通夫の米ぬか石けん」は、STVラジオショッピングなどで多く売れている。

### 音楽へのこだわり
音楽の店「パフ」から退いた後もライブなど音楽活動を続け、1994年からは「北海道音楽年鑑」と名付けたコンサートを始める。北海道にゆかりのあるミュージシャンと集い、「北海道ミュージシャンネットワーク」の初代代表を務めた。1995年には阪神大震災救援コンサートも開いた。
STVラジオの活動などを通して、「帰って来るなサーモン」、「ウスバカゲロウ」など、様々な曲を作ってきたが、2016年頃から、歌でレシピを覚えられたら、良いのではないかと、レシピソングを作り始める。「煮魚の歌」「ジッパー袋で白菜漬け」「ジッパー袋で千枚漬け」「茶碗蒸しの歌」「おでんの歌」「冷やし中華そうめんの歌」「浅漬けの素の作り方」などを放送し、リスナーから｢歌で料理が覚えられて嬉しい｣との声が寄せられ、制作を続けている。その後後述の著書「毎日簡単!イラストおかず グラタン皿一枚でできる手間いらずレシピ」にも19曲のレシピソングが掲載され知人のギタリスト・関ヒトシの演奏による音源へのリンクがQRコード形式で配信された。

### グラタン皿で作る料理
2015年頃から、グラタン皿で作る料理は手軽に旬の味を楽しめると、ラジオで紹介し始める。
焼き魚であればグラタン皿にのせて焼くと遠赤外線効果でふっくらと焼ける上焼き網を洗う手間がいらない等、耐熱効果が高く調理を助ける優れた道具として重用しており焼き魚の他にも煮魚、牛丼などといった様々なバリエーションがある。
ラジオ番組で、レシピ小冊子をリスナープレゼントしたところ、数千通の応募があった。レシピ冊子のデータは漬物レシピや園芸の冊子とともに桃栗サンデーのホームページでPDF形式で配信されている他、2023年には「毎日簡単!イラストおかず グラタン皿一枚でできる手間いらずレシピ」として書籍化され、「桃栗サンデー」アシスタントの若杉佳子との共著で若杉のイラストによるレシピ解説を添えグラタン皿以外の道具を用いる物を含め110品のレシピが掲載され、米ぬか健康法に関する情報なども紹介された。

## 出演番組
- 河村通夫のセッセセッセと（STVラジオ）[1]
- 河村通夫のアタックヤング（STVラジオ）[1]
- 河村通夫の桃栗三年（STVラジオ）[1]
- 河村通夫の桃栗金よう日（STVラジオ）
- 河村通夫の桃栗サンデー（STVラジオ）
- 喜瀬と通夫の日曜楽楽生ワイド（STVラジオ）
- 河村通夫の大自然まるかじりライフ[1]
- サウンドプラントスペシャル 特別番組「河村通夫STVラジオ50年 心からありがとう」（STVラジオ、2023年2月26日）[29]

## CM
- 三井観光開発（北海道ローカル・1981年、CMソングも担当）

## ディスコグラフィ

### レコード
- 雪割りの下（東芝EMI）
- 河村通夫と20人衆『十勝野』（CBSソニー）

## 著書
- 『帰ってくるなサーモン : ナチュラルライフのための67編』ノーム・ミニコミセンター、1981年10月18日。
- 米ぬか健康法 美しくやせる (小学館 1984年 ISBN 4093973512)
- 続 米ぬか健康法 実践編 (小学館 1985年 ISBN 4093973520)
- 自然塩健康法 (小学館 1985年 ISBN 4093973814)
- 河村通夫の自然流3分料理 (小学館 1986年 ISBN 4093973822)
- 河村通夫の玄米スープ健康法（小学館 1987年 ISBN 4093973539）
- 江戸絵皿絵解き事典 絵手本でわかる皿絵の世界（講談社 2020年 ISBN 9784065213599）
- 毎日簡単!イラストおかず グラタン皿一枚でできる手間いらずレシピ（講談社 2023年 ISBN 9784065324271 若杉佳子との共著）
- 北斎時代の「絵手本」で「絵皿」を解く（淡交社）
  1. 花・七福神の巻（2024年 ISBN 9784473045768）
  2. 鳥・仙人の巻（2024年 ISBN 9784473045775）
  3. 動物・日本人物の巻（2025年 9784473045782）
- 北斎漫画を謎解く江戸絵皿事典（講談社 2024年 ISBN 9784065375822）

## 連載
- 日経ヘルス「一生もんの定番料理」（2000年10月～2007年1月）